# 圣莱昂 (阿韦龙省)
圣莱昂（法語：Saint-Léons）是法国阿韦龙省的一个市镇，属于米约区和拉斯普与莱韦祖县（Raspes et Lévezou）。该市镇2009年时的人口为398人。

## 人口
圣莱昂人口变化图示
| 数据来源：INSEE |